# 9128 Takatumuzi
9128 Takatumuzi è un asteroide della fascia principale. Scoperto nel 1998, presenta un'orbita caratterizzata da un semiasse maggiore pari a 2,2090191 UA e da un'eccentricità di 0,1859080, inclinata di 3,09771° rispetto all'eclittica.
L'asteroide è dedicato all'omonimo monte presso la città giapponese di Nan'yō, nella prefettura di Yamagata, presso cui sorge l'osservatorio da cui è stato scoperto l'asteroide.